# Donald Knuth
Donald Ervin Knuth (ur. 10 stycznia 1938 w Milwaukee) – amerykański informatyk i matematyk, emerytowany profesor Uniwersytetu Stanforda na katedrze informatyki.
Donald Knuth to jeden z pionierów informatyki – jest najbardziej znany z wielotomowego dzieła Sztuka programowania, ang. The Art of Computer Programming, uznawanego za najbardziej dogłębne, chociaż na razie niedokończone opracowanie analizy algorytmów. Jest też twórcą i propagatorem:
- języka składu drukarskiego TeX;
- języka opisu fontów METAFONT;
- techniki literate programming.

## Życiorys

### Młodość i edukacja
Urodził się w Milwaukee, Wisconsin w USA. Był synem nauczyciela Ervina Henry'ego Knutha i Louise Marie Bohning. Knuth uczęszczał do Milwaukee Lutheran High School, gdzie zafascynowała go budowa zdań i wyrazów. Jednak jego prawdziwą pasją była muzyka, grał na organach kościelnych, saksofonie i tubie. W 1956 skończył naukę w Wisconsin, uzyskując najwyższą średnią w historii szkoły. 
Knuth początkowo wiązał swoją przyszłość z muzyką, jednak ostatecznie zdecydował się studiować fizykę na Case Institute of Technology w Cleveland (znanym teraz jako Case Western Reserve University) w stanie Ohio. Na studiach pierwszy raz poważnie zetknął się z matematyką, która wyparła jego początkowe zainteresowanie fizyką. Upewniły go w tym sukcesy w tej dziedzinie na Case. Wtedy też pierwszy raz miał kontakt z komputerem, był to IBM 650. W 1960 uzyskał tytuł bakałarza (Bachelor of Science) i za zdolności w pisaniu programów komputerowych wydział nagrodził go tytułem magistra (Master's Degree). 
Od 1960 do 1963 roku studiował na California Institute of Technology (Caltech), zdobywając w wieku 25 lat tytuł doktora matematyki za pracę Finite semifields and projective planes.

### Działalność naukowa
W czasie studiów na Caltech napisał pracę An imaginary number system, w której wprowadził system liczbowy o podstawie z liczby zespolonej 2i. Po otrzymaniu tytułu doktora (1963) na uniwersytecie Caltech, pracował tam najpierw jako adiunkt (Assistant Professor), a w 1966 jako docent (Associate Professor). W latach 60. pracował m.in. dla Burroughs Corporation jako konsultant i jako redaktor działu Języki Programowania organizacji ACM. W 1968 został profesorem na Uniwersytecie Stanforda. Wykładał informatykę, inżynierię elektryczną, matematykę na takich uczelniach jak Uniwersytet Stanforda, Uniwersytet w Oslo, Uniwersytet Oksfordzki. W 1976 wprowadził notację strzałkową – metodę zapisywania wielkich liczb. Od 1976 do 1986 pracował nad systemem mającym ułatwić pracę nad dokumentami naukowymi – TeX i METAFONT. Uniwersytet Stanforda przyznał mu w 1990 wyjątkowy tytuł profesora sztuki programowania komputerów, a w 1993 (gdy już przeszedł na emeryturę) tytuł emerytowanego profesora sztuki programowania komputerów. Od 1993 ograniczył swoją działalność na Stanford University do kilku nieformalnych wykładów na rok, zwanych Computer Musings.
W 1962 wydawnictwo Addison-Wesley zwróciło się do niego z propozycją napisania książki o kompilatorach, a w 4 lata później, zgromadziwszy około 3000 odręcznie zapisanych stron, postanowił napisać siedmiotomowe dzieło, traktujące o analizie algorytmów. Pierwszy tom Sztuki programowania wydano w 1968, kolejne w latach 1969, 1973, z części IV Knuth opublikował na razie fragmenty, części V, VI i VII jeszcze nie napisał.
Knuth znacząco rozwinął algorytmikę, opracował teoretycznie wiele zagadnień z zakresu matematyki i informatyki, m.in. algorytm znajdujący podciągi w ciągach znaków (Algorytm Knutha-Morrisa-Pratta), algorytm Knutha-Bendixa. Jest autorem lub współautorem około 420 publikacji i artykułów, 32 książek wydanych w wielu językach, posiada 5 patentów. Otrzymał wiele doktoratów honoris causa. Spośród licznych medali i odznaczeń ważniejsze są: Nagroda Grace Murray Hopper (1971), Nagroda Turinga (1974), Narodowy Medal Nauki (1979), Medal Johna von Neumanna (1995), Nagroda Harveya (1995), Nagroda Kioto (1996). 
Zajmował się też analizą starobabilońskich procedur obliczeniowych, uznając je za prawdziwe algorytmy, a ówczesną tablicę odwrotności sześciocyfrowych liczb sześćdziesiątkowych – za wielkie osiągnięcie informatyczne starożytności.

### Życie prywatne
Knuth ożenił się w 1961 z Nancy Jill Carter, mają dwójkę dzieci – Johna Martina i Jennifer Sierrę. Gra na organach, które sam zaprojektował; jest członkiem Amerykańskiej Gildii Organistów (American Guild of Organists). 
Jest zaangażowanym luteraninem. 
Znany jest ze swojego poczucia humoru:
- począwszy od wersji 3 programu TeX kolejne wersje są coraz lepszym przybliżeniem liczby π – 3.1, 3.14, itd.; najnowsza, opublikowana w styczniu 2014 roku, ma numer 3.14159265[5];
- kolejne wersje języka METAFONT analogicznie do TeX są przybliżeniem liczby e; obecna wersja to 2.718281;

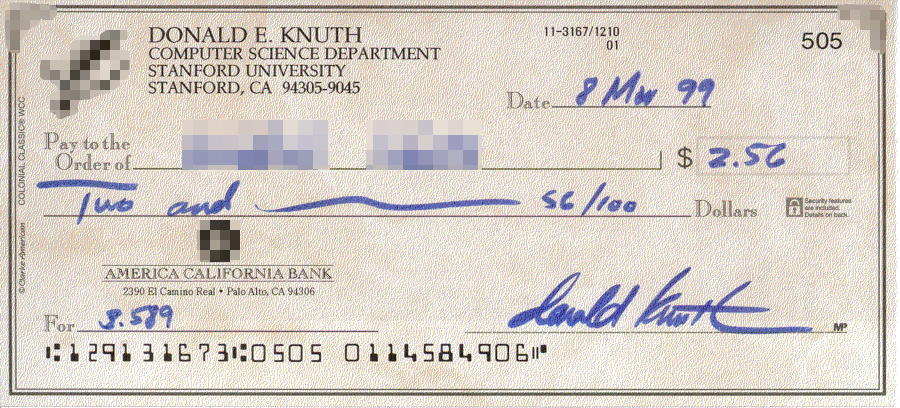
Czek na 100000000_{2} centów

- za znalezienie błędu w swojej książce płaci 2,56 USD, czyli 256 centów, co w zapisie dwójkowym wygląda 100 000 0002. Dla książki 3:16 Bible Texts Illuminated jest to wyjątkowo 3,16 $;
- jego pierwszy artykuł The Potrzebie system of weights and measures, napisany w 1957 roku dla gazetki szkolnej, definiował nowe jednostki, wprowadzając humorystyczne oznaczenia miar i wag.

Od 1 stycznia 1990 nie używa poczty elektronicznej, tłumacząc, że "15 lat używania emaila wystarcza na jedno życie". Knuth ogłosił, że jego ostatnią wolą będzie, by po jego śmierci zakończyć pracę nad programem TeX i METAFONT, oznaczyć wersje programów odpowiednio π i e, a wszystkie pozostałe w nich błędy nazwać właściwościami programów.
W 2001 jego imieniem nazwano planetoidę (21656) Knuth.

## Publikacje

### Książki
- 2022: Liczby nadrzeczywiste. Jak dwoje byłych studentów nakręciło się na czysta matematykę i odnalazło pełnię szczęścia, tłum. Tomasz Miller, Copernicus Center Press, ISBN 978-83-7886-618-3.

### Wywiady i artykuły
W języku angielskim:
- TUGboat, 1990
- Computer Literacy, 1993. literateprogramming.com. [zarchiwizowane z tego adresu (2007-08-09)].
- TUGboat, 1995
- Dr. Dobb's Journal, 1996
- AW Innovations, 1996
- Amsterdam, 1996
- Byte, 1996
- Amazon, 1997
- Boston ACM, 1999
- Technology Review, 1999. technologyreview.com. [zarchiwizowane z tego adresu (2005-07-29)].
- U.K. TUG, 1999
- salon.com, 1999. salon.com. [zarchiwizowane z tego adresu (2008-10-06)].
- Advogato, 2000
- AMS, 2001 (tylko dla zarejestrowanych użytkowników)
- Geek Celebs, 2001. geekchic.com. [zarchiwizowane z tego adresu (2004-12-29)].
- Oslo, 2002
- NPR, 2005
- InformIT, 2008

W języku niemieckim:
- c't, 2002
- NZZ Folio, 2002. www-x.nzz.ch. [zarchiwizowane z tego adresu (2006-05-28)].

W języku czeskim:
- Czech TUG, 1996